# Jean Senebier
Jean Senebier (født 6. maj 1742 i Genève, død 22. juli 1809 sammesteds) var en schweizisk plantefysiolog. 
Efter først at have været præst blev han bibliotekar i Genève og behandlede plantefysiologien i Encyclopédie méthodique (1791); 1800 udkom hans Physiologie végétale i 5 bind. Forinden havde han 
offentliggjort arbejder om sollysets betydning for planterne, resultater af flere tusind forsøg, der havde fundamental betydning i plantefysiologien, idet de viste, at den af de grønne plantedele (og kun af sådanne) udskilte ilt stammer fra luftens kulsyre, og at denne proces kun foregår i lyset. Han mente (med urette), at kulsyren kom ind i planten med det gennem roden optagne vand. Med Ingen-Housz, der havde opnået lignende resultater, kom han i bitter strid om prioriteten i denne sag.